# Хабриева, Талия Ярулловна
Талия́ Яру́лловна Хабри́ева (в девичестве — Насырова; тат. Хәбриева Талия Ярулла кызы, род. 10 июня 1958, Казань, ТАССР, РСФСР, СССР) — советский и российский учёный-правовед, специалист по конституционному праву. Доктор юридических наук, профессор, академик РАН (2011). Директор Института законодательства и сравнительного правоведения при Правительстве Российской Федерации. До выхода России из Совета Европы являлась представителем Российской Федерации в Европейской комиссии за демократию через право.
Заместитель президента Российской академии наук (c 19 июля 2018 года). Почётный член АН Татарстана (2016), член-корреспондент Международной академии сравнительного права. Заслуженный юрист Российской Федерации, заслуженный деятель науки Российской Федерации и Республики Татарстан.

## Биография
В 1980 году с отличием окончила юридический факультет Казанского государственного университета имени В. И. Ульянова-Ленина. В 1980—1983 годах обучалась в аспирантуре там же.
В 1985 году во Всесоюзном научно-исследовательском институте советского законодательства защитила диссертацию на соискание учёной степени кандидата юридических наук по теме «Телеологическое толкование советского закона: понятие, содержание, роль в юридической практике» (специальность 12.00.01 — теория и история государства и права; история политических и правовых учений).
Начала работать преподавателем, затем ассистентом, доцентом кафедры государственного и международного права юридического факультета Казанского университета. В 1992 году Талии Ярулловне присвоено учёное звание доцента кафедры государственного и международного права.
В 1996—2002 годах — ведущий научный сотрудник, заведующая сектором теории конституционного права, заместитель руководителя Центра публичного права Института государства и права РАН.
В 1997 году в Институте государства и права РАН защитила диссертацию на соискание учёной степени доктора юридических наук по теме «Толкование Конституции Российской Федерации: теория и практика» (специальность 12.00.02 — конституционное право; муниципальное право). С того же года является профессором Московского государственного института международных отношений (университета) МИД России.
В 1998—2001 годах находилась на государственной службе в должности статс-секретаря — заместителя Министра по делам федерации, национальной и миграционной политики Российской Федерации.
Профессор по кафедре конституционного права (2000). С 2001 года — директор Института законодательства и сравнительного правоведения при Правительстве Российской Федерации (ИЗиСП).
С 2003 года — приглашённый профессор Университета Париж-I Пантеон-Сорбонна (Франция).
С 2007 года — член Президиума Высшей аттестационной комиссии Министерства образования и науки Российской Федерации.
29 мая 2008 года избрана членом-корреспондентом Российской академии наук; 22 декабря 2011 года — академиком, а 1 июня 2013 года — первой в истории женщиной — вице-президентом Академии наук. С 19 июля 2018 года — заместитель президента РАН. Академик-секретарь Отделения общественных наук РАН (с 22 сентября 2022).
В 2013 году назначена представителем Российской Федерации в Европейской комиссии за демократию через право (Венецианской комиссии). Является членом Международного научного совета Фонда континентального права при Министерстве юстиции Франции.
В 2020 году наряду с председателем Комитета Государственной Думы по государственному строительству и законодательству П. В. Крашенинниковым и председателем Комитета Совета Федерации по конституционному законодательству и государственному строительству А. А. Клишасом выступила одним из сопредседателей созданной Президентом Российской Федерации рабочей группы по подготовке предложений о внесении поправок в Конституцию Российской Федерации.
Член Попечительского совета Казанского (Приволжского) федерального университета, член постоянно действующего консультативно-совещательного органа — Общественного совета при Федеральной налоговой службе Российской Федерации.

## Личная жизнь и собственность
Муж — фармаколог, академик Р. У. Хабриев (род. 1953). Двое детей.
Имеется загородный дом площадью 638 м², рыночная стоимость которого составляет 350 млн рублей. Площадь принадлежащего ей земельного участка — 2616 м². Кроме того, по данным открытого реестра Швейцарии, Хабриева владеет в городе Монтрё апартаментами площадью 118 м², рыночная стоимость которых превышает 100 млн рублей.

## Научная деятельность
Автор более 400 научных публикаций. Отдельные работы переведены на английский, французский, итальянский и болгарский языки. Научная деятельность Т. Я. Хабриевой связана с исследованием проблем теории государства и права, теории толкования права, разработкой проблем телеологического (целевого) толкования закона и раскрытием его возможностей в правотворчестве, проблем реализации ценностного подхода к институтам и нормам права, выявления и повышения эффективности правоприменительной практики.
Т. Я. Хабриева активно участвовала в разработке свыше 30 законопроектов: федеральных конституционных и федеральных законов по реформированию основ федеративных отношений и местного самоуправления; по реформированию государственной службы Российской Федерации; по совершенствованию избирательного законодательства; по вопросам регулирования статуса граждан Российской Федерации, иностранных граждан и лиц без гражданства; по вопросам национального культурного развития народов России.
Сопредседатель научного совета РАН по комплексным проблемам этничности и межнациональных отношений (с 2017). Член Совета при Президенте Российской Федерации по противодействию коррупции; комиссии при Президенте Российской Федерации по вопросам реформирования и развития государственной службы; экспертного совета при Управлении Президента Российской Федерации по обеспечению конституционных прав граждан; комиссии Правительства Российской Федерации по законопроектной деятельности, научного совета при Совете Безопасности Российской Федерации и др.
Главный редактор «Журнала российского права» и «Журнала зарубежного законодательства и сравнительного правоведения», заместитель председателя редакционного совета и ответственный редактор «Собрания действующего законодательства города Москвы», член редакционного совета журнала «Государство и право». Входит в состав редколлегий научно-практического журнала «Конституционное и муниципальное право», нормативно-аналитического журнала «Госзаказ», академических журналов «Вестник Российской академии наук» и «Общественные науки и современность». Член советов по защите диссертаций на соискание учёной степени доктора юридических наук при ИЗиСП.
Индекс Хирша по данным РИНЦ — 68, по Scopus — 2.

## Основные работы
- «Телеологическое (целевое) толкование советского закона» (Казань, 1988);
- «Конституционный контроль» (М., 1992);
- «Правовая охрана Конституции» (1995);
- «Толкование Конституции Российской Федерации: теория и практика» (М., 1998);
- «Национально-культурная автономия в Российской Федерации» (М., 2003; 2007, 2-е изд. на болг. яз.);
- «Правовые позиции Конституционного Суда Российской Федерации и парламент» (М., 2005, в соавт.);
- «Теория современной конституции» (М., 2005, 2007, 2009, 2-е издание на болг., в соавт.);
- «Миграционное право России: теория и практика» (М., 2008);
- «Современные проблемы самоопределения этносов» (М., 2010);
- «Конституционная реформа в современном мире» (М., 2016).

Т. Я. Хабриева — руководитель авторских коллективов, ответственный редактор и соавтор монографий «Соотношение законодательства Российской Федерации и законодательства субъектов Российской Федерации» (2003); «Концепции развития российского законодательства» (2004, 2010); «Правительство Российской Федерации» (2005); первого в российской государствоведческой литературе учебного пособия «Парламентское право России» (1999, 2003), допущенного Министерством образования Российской Федерации в качестве учебного пособия для студентов высших учебных заведений, обучающихся по специальности «Юриспруденция»; «Административная реформа в России» (2006); «Административная реформа в субъектах Российской Федерации» (2008); «Право и инновационная деятельность» (2011); «Коррупция: природа, проявления, противодействие» (2012); «Конституция Российской Федерации: от образа будущего к реальности (к 20-летию Основного Закона России)» (2013); «Венецианская комиссия: сто шагов к демократии через право» (2014); «Российская Арктика — территория права» (2014); «Арктическое право: концепция развития» (2014) и т. д.

## Награды

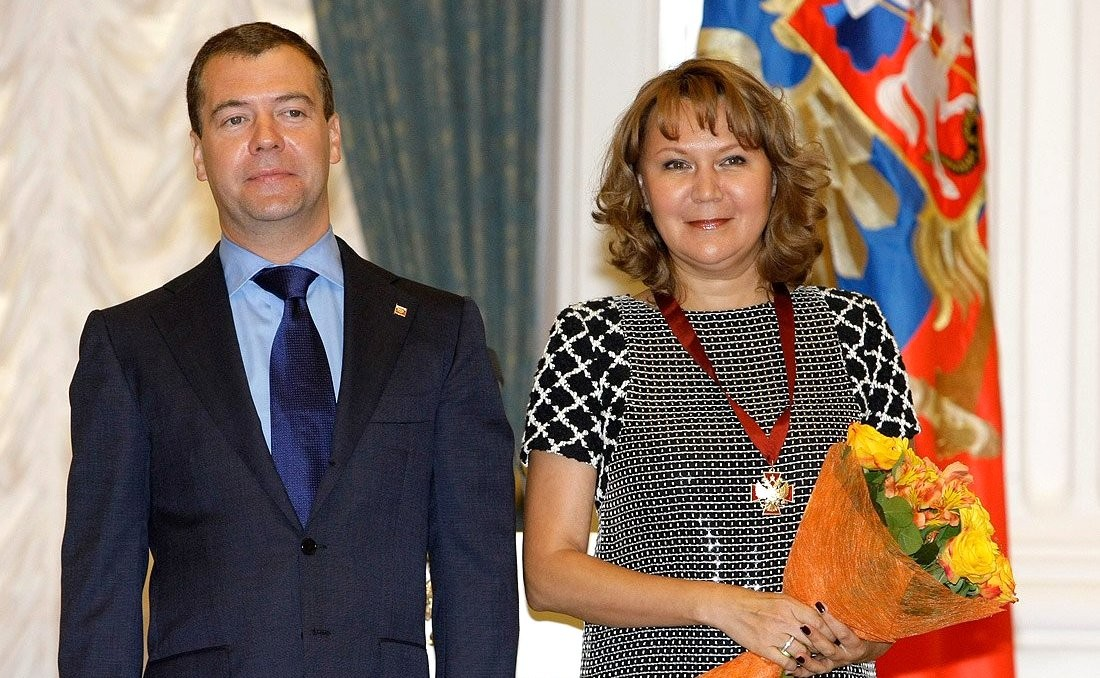
Президент России Дмитрий Медведев награждает Талию Хабриеву орденом «За заслуги перед Отечеством» III степени, 26 июля 2010 года

- Творческая и государственная деятельность Т. Я. Хабриевой отмечена орденами «За заслуги перед Отечеством» II (2023)[31], III (2010) и IV степеней (2008)[32], орденом Александра Невского (2015)[33], орденом Почёта (2005), орденом Дружбы (2013)[34], медалью «В память 1000-летия Казани», почётным званием «Заслуженный юрист Российской Федерации» (2003)[35], званием почётного доктора СПбГУ (2019)[36], почётными грамотами Правительства Российской Федерации, Совета Федерации и Государственной Думы Федерального Собрания Российской Федерации, Счётной палаты Российской Федерации, нагрудным знаком «Почётный работник юстиции» (Минюст России), медалями А. Ф. Кони (Минюст России), другими ведомственными наградами, благодарностями высших должностных лиц субъектов Российской Федерации, Почётным знаком Института государства и права им. В. М. Корецкого НАН Украины и др.
- В 2015 году удостоена Золотой медали имени М. М. Сперанского РАН за цикл работ «Конституционализация законодательства и правоприменительной практики»[37]. Лауреат премии «Юрист года» в номинации «За вклад в юридическую науку» (2017) и премии имени В. А. Туманова[38].
- В 2020 году присвоено звание Заслуженный деятель науки Российской Федерации (8 июня 2020 года) — за заслуги в научной деятельности и многолетнюю добросовестную работу[39].
- Золотая медаль Академии наук Республики Татарстан «За достижения в науке» (2018 год)[40].
- Юбилейная медаль «25 лет Конституции Республики Казахстан»[41].
- Премия Правительства Российской Федерации имена Петра Великого (по направлению «укрепление правового государства») (30 апреля 2022) — за  заслуги в укреплении конституционного правопорядка в Российской Федерации, в обеспечении защиты прав и свобод человека, а также в области обеспечения обороны и безопасности государства[42].
- Медаль «За укрепление парламентского сотрудничества» (26 ноября 2015 года, Межпарламентская ассамблея СНГ) — за особый вклад в развитие парламентаризма, укрепление демократии, обеспечение прав и свобод граждан в государствах — участниках Содружества Независимых Государств[43].